# 西山茉希
西山 茉希（日语：／ Nishiyama Maki，1985年11月16日—），是於日本新潟縣長岡市出身的模特兒和女演員。所屬事務所為M&B。2005年開始從事平面模特兒工作，亦開始拍攝女性雜誌CanCam。後因接拍花王廣告一炮而紅，逐步跨足戲劇、電影、廣告等多元領域。

## 外部連結
- 西山茉希官方網站
- オフィスエムアンドビー｜office M&B
- 西山茉希 - CanCam.TV
- Makiブログ （页面存档备份，存于） - Cocolog（2006年4月 - 2006年10月）
- 西山茉希官方部落格【MAKI LIFE】 （页面存档备份，存于） - Ameba（2006年10月 - 2008年7月）
- 西山茉希官方部落格【MAKI LIFE】 - StyleWalker（2008年8月 - ）
- Angelheart （页面存档备份，存于）
- 西山茉希的Instagram帳戶